# Les Faussaires (film, 2007)
Pour les articles homonymes, voir Les Faussaires.
Pour plus de détails, voir Fiche technique et Distribution.
Les Faussaires (Die Fälscher) est un film austro-allemand de Stefan Ruzowitzky dont l'histoire est inspirée de l'opération Bernhard, une opération secrète nazie. Elle consiste à imprimer, durant la Seconde Guerre mondiale, et inonder la Grande-Bretagne de fausses livres sterling. Dans le camp de concentration de Sachsenhausen des prisonniers juifs sont contraints de contrefaire des livres anglaises pour les Allemands. L'histoire s'appuie sur le livre autobiographique d'Adolf Burger, un juif slovaque déporté, imprimeur de métier et impliqué dans cette opération.

## Synopsis
Berlin 1936 : Salomon "Sally" Sorowitsch, un faussaire d'exception, est arrêté et envoyé en camp de concentration. En 1942, il est sorti de Mauthausen et envoyé superviser une équipe d'imprimeurs, illustrateurs, banquiers et typographes, tous juifs, dans le camp de Sachsenhausen pour fabriquer des faux billets (livres sterling et dollars). Le groupe est alors tiraillé entre le désir de sauver sa peau en collaborant et celui de saboter l'opération nazie.

## Fiche technique
- Réalisateur : Stefan Ruzowitzky
- Scénario : Stefan Ruzowitzky (d'après le livre " L'Atelier du Diable " de Adolf Burger)
- Producteurs : Josef Aichholzer / Nina Bohlmann / Babette Schröder
- Coproducteurs : Caroline Von Senden / Henning Molfenter / Carl Woebcken
- Directeur de la photographie : Benedict Neuenfels
- Montage : Britta Nahler
- Chef décorateur : Isidor Wimmer
- Musique : Marius Ruhland
- Costumes : Nicole Fischnaller
- Maquillage : Waldemar Pokromski
- Pays :  Allemagne /  Autriche
- Langue : allemand
- Durée : 1h38

## Distribution
- Karl Markovics (VF : Emmanuel Karsen) : Salomon « Sally » Sorowitsch, faussaire juif de génie chargé de superviser l'opération Bernhard
- August Diehl (VF : Thierry Wermuth) : Adolf Burger, le photograveur qui veut saboter l'opération
- Devid Striesow (VF : Philippe Valmont) : Sturmbannführer Friedrich Herzog, le commandant du camp de Sachsenhausen
- Martin Brambach (VF : Luc Boulad) : Hauptscharführer Holst, l'abject no 2 du camp
- August Zirner (en) : Dr Klinger
- Veit Stübner (de) : Atze, le responsable parmi les juifs désigné par les nazis
- Sebastian Urzendowsky : Kolya Karloff, le jeune prisonnier originaire d'Odessa
- Andreas Schmidt : Zilinski, le prisonnier qui ne supporte pas les sabotages de Burger
- Tilo Prückner : Dr Viktor Hahn
- Lenn Kudrjawizki : Loszek, le prisonnier qui apprend la mort de ses enfants

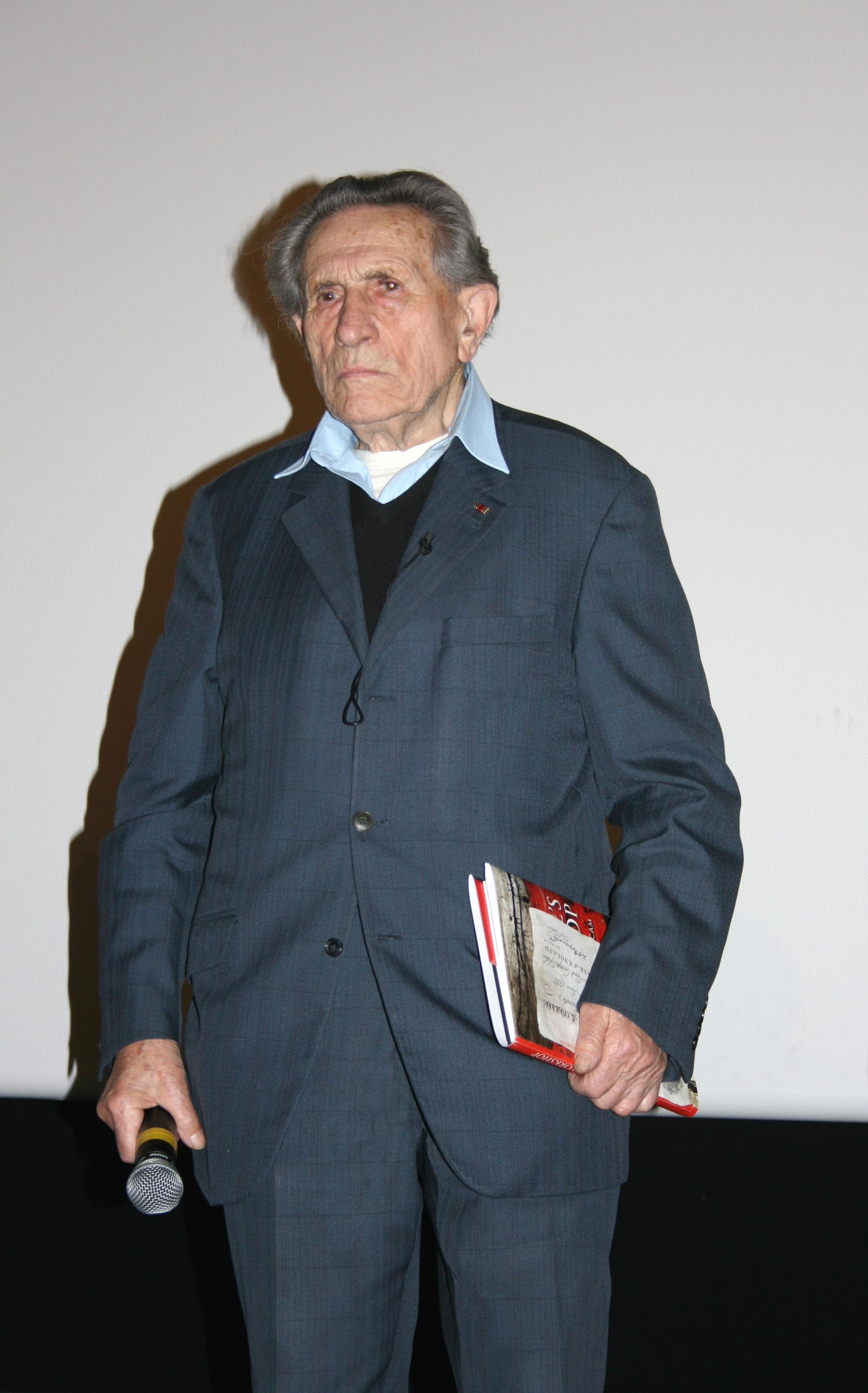
Adolf Burger à l'avant-première française diffusée à l'UGC Ciné Cité Les Halles, à Paris, le 21 janvier 2008.

- Norman Stoffregen : Abramovic
- Bernd Raucamp : KZ-Insasse Dusche
- Gode Benedix : 1. KZ-Insasse
- Oliver Kanter : 2. KZ-Insasse
- Dirk Prinz : SS-Wache

 Source et légende : version française (VF) sur RS Doublage

## Distinctions

### Récompenses
- Oscars 2008 : Oscar du meilleur film en langue étrangère pour l'Autriche
- German Film Awards : Meilleur second rôle pour Devid Striesow

### Nominations
- Berlinale 2007 : nommé à l'Ours d'or
- German Film Awards : Stefan Ruzowitzky nommé pour le scénario et Karl Markovics pour le meilleur acteur